# 재너두 (비디오 게임)
《재너두》는 니혼 팔콤이 제작한 1985년 액션 롤플레잉 게임이다. 《드래곤 슬레이어》 시리즈 두 번째 작품으로, 컴퓨터 기종 PC-8801, 샤프 X1, PC-8001, PC-9801, FM-7 및 MSX용으로 개발돼 출시됐다.
《재너두》는 출시 당시 40만 장 이상의 판매량을 기록해 컴퓨터 게임으로선 이례적인 상업적 성공을 거뒀다. 1986년에는 초기의 확장팩이라 할 수 있는 게임 《재너두 시나리오 II》가 출시됐다. 《재너두》는 이후 독자적인 시리즈로 발달해, 《패재너두》, 《재너두 넥스트》, 《도쿄 재너두》같은 후속작들이 발매됐다.

## 참조

### 내용주
1. ↑  영어: Xanadu, 일본어: ザナドゥ